# Банда котиків
Банда котиків (ісп. Don Gato: El Inicio de la Pandilla) - мексиканський мультфільм 2015 року від режисера Андреса Кутер'є, виробництва студії Anima Estudios. Світова прем'єра відбулася 30 жовтня 2015 року, в українському прокаті мультфільм вийшов 5 жовтня 2017 року.

## Сюжет
Крутий кіт збирає загін, щоб навести порядок на вулицях Манхеттена, де все танцюють під дудку таємничого і дуже небезпечного містера Кроко. Однак банду нашого кота він не лякає. Коли ти нахабний, спритний і чарівний, а м'яка лапка приховує гострі кігтики - перед тобою (майже) немає перешкод.

## Цікаві факти
- Кіноробота є сиквелом анімаційної стрічки "Топ Кет" (2011).
- Оригінальна назва мультиплікаційної стрічки "Топ Кет: Початок банди".
- У 2016 році фільм був номінований у категорії "Кращий анімаційний фільм" на премію Platino Awards.[1]